# 菲林斯科耶湖
55°22′49.64″N 39°55′27.23″E / 55.3804556°N 39.9242306°E

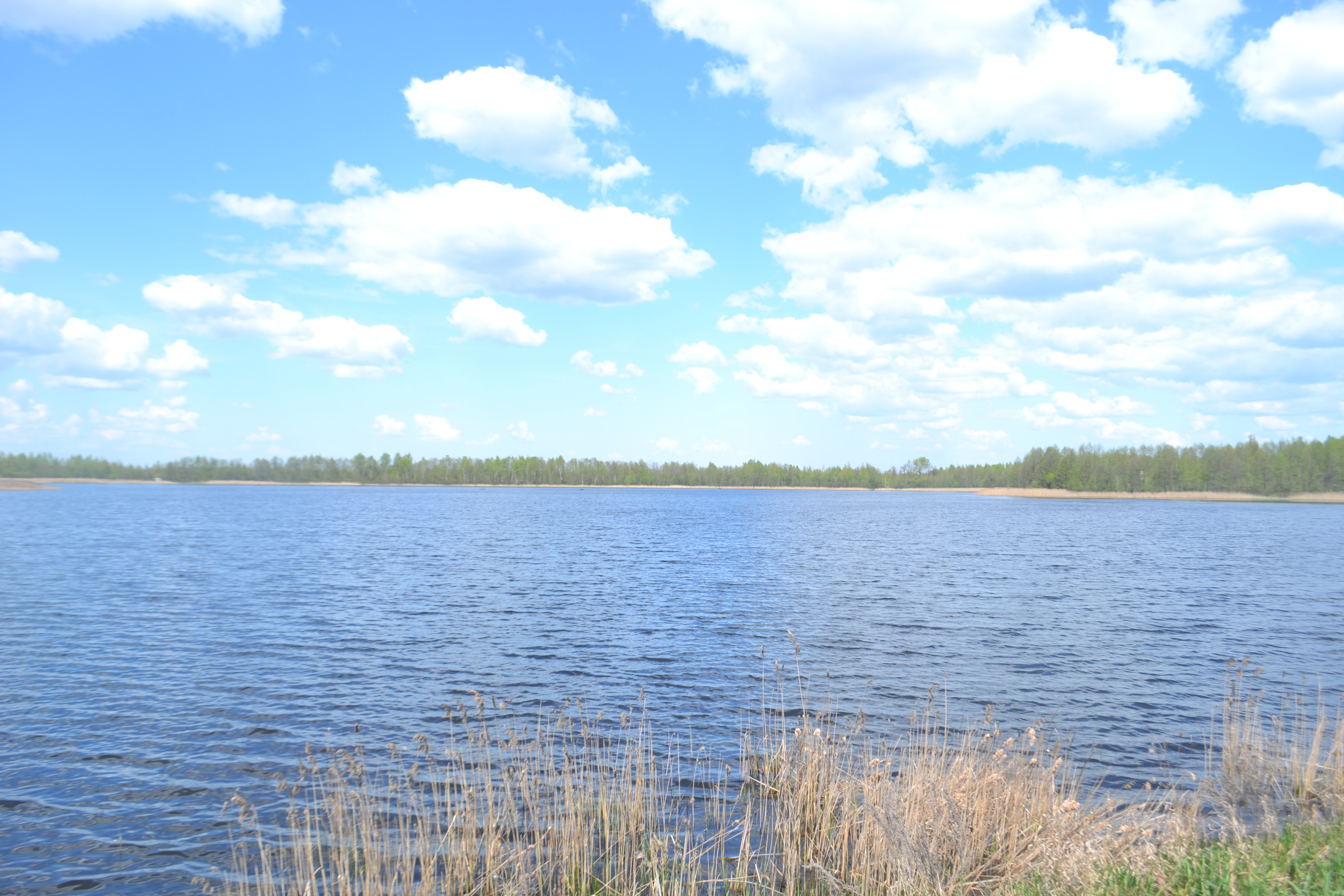

菲林斯科耶湖（俄语：Филинское），是俄羅斯的湖泊，位於該國西部，由莫斯科州負責管轄，處於沙圖拉區，長0.8公里、寬0.5公里，面積0.5平方公里，最大水深2米。